# La fanciulla di Pskov
La fanciulla di Pskov (in russo Псковитянка?) è la prima opera di Nikolaj Andreevič Rimskij-Korsakov, in tre atti e sei scene.

## Storia della composizione
Rimskij-Korsakov iniziò a lavorare alla sua prima opera lirica nel 1868, consigliato da Milij Balakirev e Modest Petrovič Musorgskij. Il libretto fu scritto dal compositore stesso, su soggetto dell'omonimo dramma di Lev Mej. Nella stesura del libretto Rimskij-Korsakov fu in parte aiutato da Čajkovskij, che gli inviò un libretto già pronto sul dramma di Mej, del quale il compositore utilizzò alcuni frammenti per il terzo atto; i due cori femminili del terzo atto furono scritti da Musorgskij. La composizione andò avanti in maniera discontinua negli anni successivi e venne completata all'inizio del 1872. La prima versione dell'opera era in quattro atti. Quando Rimskij-Korsakov sottopose l'opera al vaglio della censura, sorsero non pochi problemi: un decreto dello zar Nicola I, infatti, permetteva che gli zar russi anteriori ai Romanov comparissero solo in drammi e tragedie, ma non nelle opere liriche. Il giovane compositore dovette rivolgersi al ministro della marina Krabbe, che amava la musica ed il teatro, e con il quale era in buoni rapporti, affinché intercedesse presso il granduca Konstantin, membro della famiglia imperiale, grazie al quale la censura diede il permesso alla messa in scena dell'opera.  La fanciulla di Pskov venne quindi messa in programma dalla direzione dei teatri imperiali per la stagione successiva. La prima rappresentazione ebbe luogo il 1 (13) gennaio 1873 al teatro Mariinskij di San Pietroburgo, diretta da Eduard Napravnik, con Osip Petrov nel ruolo di Ivan il Terribile, ed ebbe un buon successo. Nel 1876 Rimskij-Korsakov iniziò a revisionare La fanciulla di Pskov, terminando il lavoro nel gennaio del 1878. Il compositore era però più insoddisfatto della seconda versione che della prima, e tra il 1891 ed il 1893 operò una nuova revisione. La terza versione fu data al teatro Panaev di San Pietroburgo il 6 (18) aprile 1895 ed a Mosca il 24 dicembre 1896 con Fëdor Šaljapin. Il materiale composto, ma non incluso nell'opera, relativo al primo atto del dramma di Lev Mej, fu poi utilizzato da Rimskij-Korsakov per l'opera del 1898 La boiarda Vera Šeloga, talvolta rappresentata come prologo de La fanciulla di Pskov. La prima rappresentazione dell'opera in Italia ebbe luogo l'11 aprile 1912 al teatro alla Scala di Milano, come La Pskovitana, in italiano, diretta da Tullio Serafin, con Bernardo De Muro e Šaljapin. L'opera fu successivamente eseguita a Palermo (1959), Trieste (1968), Genova e Roma (1969), con Boris Hristov nel ruolo dello zar.

## Trama
L'azione ha luogo a Pskov e nei dintorni del monastero Pskovo-Pečerskij Uspenskij nel 1570.

### Atto I
Scena prima. Il giardino presso la casa del principe Tokmakov, rappresentante dello zar e posadnik a Pskov. Alcune ragazze giocano a gorelki (antico gioco popolare slavo), ma Ol'ga, la figlia Tokmakov, se ne sta in disparte, mentre le balie Vlas'evna e Perfil'evna parlano tra loro. Steša, amica di Ol'ga, propone di andare a raccogliere lamponi e tutte le giovani escono, lasciando sole le nutrici. Perfil'evna racconta la diceria secondo cui Ol'ga non sia figlia di Tokmakov, poi la conversazione si sposta sul fatto che il terribile zar di Mosca Ivan Vasil'evič sta marciando verso la libera città di Pskov, dopo aver duramente sconfitto e sottomesso Novgorod. Le ragazze ritornano e Steša dice a Ol'ga che il suo amato Michajl Tuča oggi verrà da lei. Vlas'evna si fa convincere a raccontare una fiaba, quando si sente il fischio di Tuča. Tutte le donne rientrano in casa, mentre Ol'ga va in segreto all'appuntamento. I due giovani innamorati parlano del loro futuro: infatti Ol'ga è promessa sposa al boiardo Nikita Matuta. Improvvisamente si sente un rumore di passi in avvicinamento: Tuča scavalca la recinzione mentre Ol'ga si nasconde in un cespuglio. Entrano il principe Tokmakov con Matuta. Tokmakov rivela a Matuta che Ol'ga è sua figlia adottiva, e che sua madre è la boiarda Vera Šeloga mentre il vero padre è ignoto. Si sente il suono di campane che convoca al veče. Ol'ga è scossa dalle notizie che ha appena ascoltato.
Scena seconda. La piazza del mercato di Pskov, di notte. Il popolo accorre. In piazza il messaggero Juško Velebin, giunto da Novgorod, riferisce che la città è stata presa e che lo zar Ivan il Terribile sta marciando su Pskov. Il popolo è in preda al panico. Tokmakov e Matuta esortano alla sottomissione allo zar, ma Tuča è contrario a questa idea, incita alla la popolazione alla resistenza e se ne va con alcuni giovani di Pskov per nascondersi nei boschi. La folla è afflitta e turbata ed il principe Tokmakov esorta nuovamente ad accogliere in pace lo zar.

### Atto II
Scena prima. La grande piazza di Pskov. Presso le case ci sono tavoli con pane e sale, in segno di sottomissione. La folla ha paura in attesa dell'arrivo dello zar. Ol'ga molto turbata riferisce a Vlas'evna il segreto di cui è involontariamente venuta a conoscenza la sera prima. Vlas'evna cerca di consolarla, ma ha un cattivo presentimento per la sorte di Ol'ga. Lo zar entra solennemente in città, mentre il popolo implora la sua grazia.
Scena seconda. Una stanza a casa di Tokmakov. La nobiltà di Pskov incontra qui Ivan il Terribile. Ol'ga serve lo zar, che la tratta con benevolenza, avendo notato in lei i tratti della madre Vera Šeloga. Quindi lo zar manda via tutti i presenti, per rimanere solo con Tokmakov. Parlando con il principe si convince definitivamente che Ol'ga è sua figlia ed, emozionato dai ricordi di gioventù, esclama: "Dio conservi Pskov!".

### Atto III

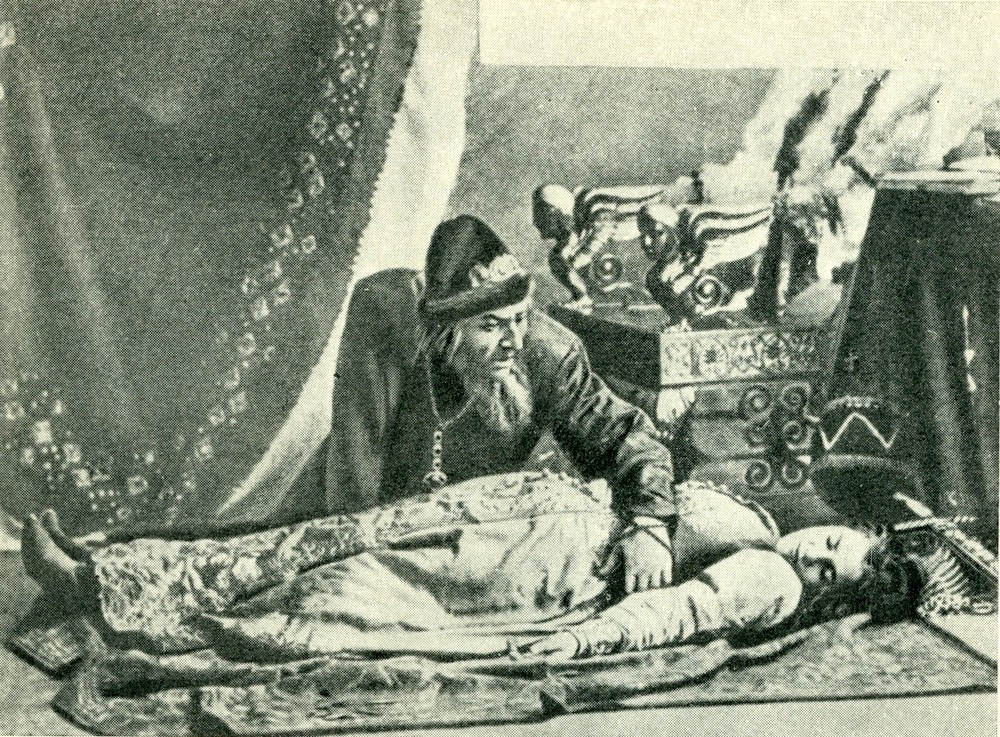
La scena finale dell'opera con Fëdor Šaljapin nel ruolo di Ivan il Terribile (1896)

Scena prima. In un bosco lungo la strada che conduce al monastero Pskovo-Pečerskij Uspenskij. Nel bosco lo zar va a caccia. Inizia un temporale. Ol'ga si sta recando con le altre ragazze al monastero per pregare, ma è un pretesto per incontrarsi di nascosto con Tuča: infatti la ragazza fa apposta a rimanere indietro. I due innamorati si vedono ed Ol'ga cerca di convincere Tuča a tornare con lei a Pskov, in quanto lo zar si sta mostrando benevolo con la città. All'improvviso entra in scena Matuta con il suo seguito: il vecchio, insospettito dall'indifferenza di Ol'ga nei suoi confronti, la stava seguendo di nascosto, ed ora ha capito tutto. Tuča cade ferito, Ol'ga sviene e viene portata via da uno sgherro di Matuta, che minaccia di svelare allo zar il tradimento di Tuča.
Scena seconda. Il quartier generale dello zar a Pskov, di notte. Ivan il Terribile è solo e si abbandona ai ricordi. La sua meditazione è interrotta dalla notizia che la guardia dello zar ha catturato Matuta, che aveva cercato di rapire Ol'ga. Lo zar è adirato e non ascolta Matuta, che tenta di parlargli di Tuča. Ol'ga viene fatta entrare. Ivan dapprima la ascolta con diffidenza, ma poi la sincera ammissione della ragazza del suo amore per Tuča e la sua conversazione dolce e piena di sentimento affascinano lo zar. Improvvisamente Tuča, ripresosi dalla ferita, attacca con il suo drappello la guardia dello zar per liberare Ol'ga. Lo zar ordina di uccidere i ribelli e di condurgli Tuča, che però riesce a sfuggire alla cattura. Da lontano giungono ad Ol'ga le parole di addio del suo amato. La ragazza corre fuori dalla tenda e cade, ferita per errore da una guardia. Ol'ga muore e lo zar disperato si china sul corpo della figlia. Il popolo entra in scena e piange la morte della povera fanciulla.